# Liste der Namenstage/X
| Vorname  | Geschlecht | Datum       |
| -------- | ---------- | ----------- |
| Xaver    | m          | 3. Dezember |
| Xaveria  | w          | 3. Dezember |
| Xenia    | w          | 12. Januar  |
| Xenophon | m          | 26. Januar  |